# Josephine Terlecki

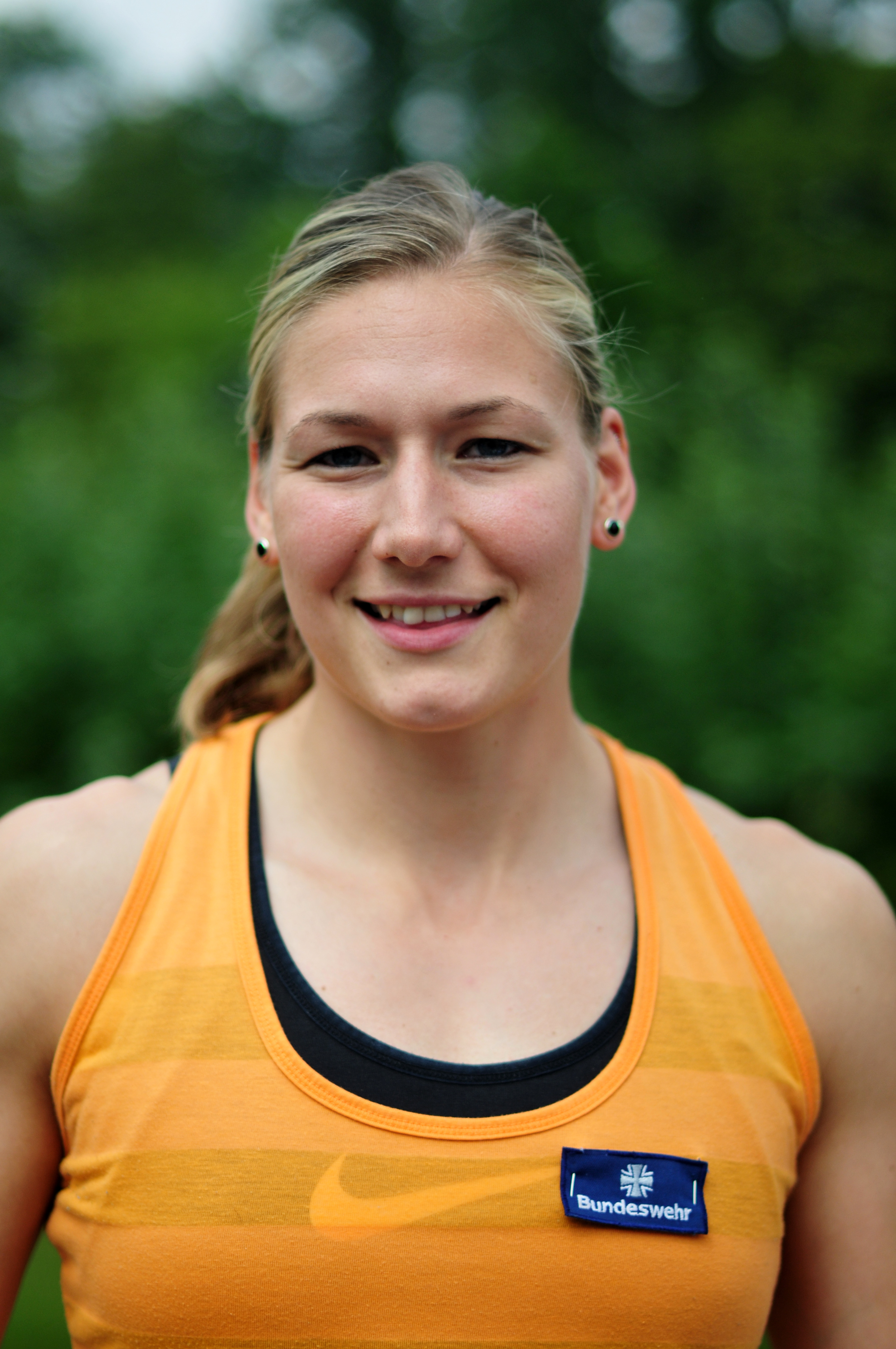
Josephine Terlecki

Josephine Terlecki (* 17. Februar 1986 in Weimar) ist eine deutsche Kugelstoßerin.

## Berufsweg
Terlecki ist Sportsoldatin der Bundeswehr-Sportfördergruppe im sächsischen Frankenberg.

## Sportlicher Werdegang
Bei den Halleneuropameisterschaften 2011 in Paris gewann sie mit persönlicher Bestleistung von 18,09 m die Bronzemedaille im Kugelstoßen. Ebenfalls den dritten Rang belegte sie bei den Deutschen Meisterschaften in Kassel. Bei den Weltmeisterschaften in Daegu konnte sie sich nicht für das Finale qualifizieren. Nachdem sie bei den Deutschen Meisterschaften 2012 in Bochum-Wattenscheid mit persönlicher Bestleistung von 18,87 m hinter Nadine Kleinert den zweiten Rang belegt hatte, wurde sie bei den Europameisterschaften in Helsinki mit einer Weite von 18,33 m Vierte. Dagegen verpasste sie bei den Olympischen Spielen in London den Finaleinzug.
Bei den Halleneuropameisterschaften 2013 in Göteborg belegte Terlecki zunächst auf den sechsten Rang und rückte später wegen der nachträglichen Disqualifikation von Jewgenija Kolodko auf den fünften Platz vor.
2017 kam Terlecki in Leipzig bei den Deutschen Hallenmeisterschaften auf den 4. Platz und wurde in Erfurt Deutsche Vizemeisterin.

## Vereinszugehörigkeiten
Terlecki startete 2011–2016 für den SC Magdeburg, davor war sie für die LG Ohra Hörselgas aktiv. Zum 1. Januar 2016 wechselte sie zum SV Halle.

## Bestleistungen
- Kugelstoßen: 18,87 m, 16. Juni 2012, Wattenscheid
  - Halle: 18,29 m, 20. Januar 2012, Nordhausen